# Molino de viento La Unión
Según la declaración de Bien de Interés Cultural publicada en el BOE n.º 282 de fecha 24 de noviembre de 2000, el molino de viento La Unión, en el municipio de Camuñas (Provincia de Toledo, España), fue posiblemente construido en 1866, fecha que figura sobre la puerta, pero parece ser que en realidad esta es la fecha correspondiente a su construcción tras un incendio, pues ya se le cita (con el nombre de Molino Viejo, como el lugar donde, en 1809, fue ahorcado Juan Pedro Sánchez, hermano del Tío Camuñas. Su nombre actual se debe a que, tras dicho incendio, las gentes de Camuñas se unieron para contribuir económicamente a su reconstrucción.
La maquinaria fue adquirida en Campo de Criptana, de un molino viejo que estaba en desuso llamado «El Sardinero». Durante la reconstrucción sufrió algunos cambios, dando más amplitud interiormente al edificio, y aunque se mantuvo el mismo diámetro del anterior, la cubierta de carrizo se sustituyó por una de cinc.

## Descripción
Arquitectónicamente sigue la tipología de molino torre, establecida al parecer en Holanda entre los siglos XV y XVI. Presenta dos partes claramente diferenciadas, un cuerpo cilíndrico o torre, formada por gruesos muros de mampostería encalada, con pequeñas ventanas en su parte superior, y una cubierta cónica giratoria de cinc, que integra el conjunto motriz y se caracteriza al exterior por el largo «palo de gobierno» y sus cuatro aspas rectangulares.
Al interior se accede a través de una pequeña puerta, cobijada bajo un hueco mayor de ladrillo, en forma de arco de medio punto rebajado.
En la planta baja existe un espacio central, con una pequeña habitación a modo de almacén, y una escalera por la que se accede a la zona de maquinaria instalada en la planta superior. Las ventanillas de esta planta servían al molinero para averiguar la dirección del viento, y determinar así la orientación de las aspas. Estas se sitúan en la cabeza del eje y se acoplan en cruz, un brazo delante del otro, conformando cuatro aspas formadas por un palo central, o «vela», cuatro varas laterales, y paralelas a la anterior, y 16 travesaños o «telares», formando una retícula en torno a la vela. Cada vela va unida a otra contrapuesta por un palo más grueso, llamado «macho», y sobre otro más corto, llamado «remacho».
En la vertical, de la cubierta, atravesada por el eje, se sitúa la «rueda catalina», que está hecha de madera de encina y se halla provista de dientes. Se trata de la pieza más llamativa de todo el mecanismo; la que, con la acción del viento, pone en marcha toda la maquinaria.